# Decaisnina micranthes
Decaisnina micranthes là một loài thực vật có hoa trong họ Loranthaceae. Loài này được (Danser) Barlow mô tả khoa học đầu tiên năm 1974.